# Пономаренко Олександр Георгійович
Пономаренко Олександр Георгійович (рос. Пономаренко Александр Георгиевич; нар. 16 січня 1938) — російський ентомолог, спеціалізувався на колеоптерології та палеоентомології.

## Біографія
Народився 16 січня 1938 року у Москві. У 1960 році закінчив Московський державний університет. Після отримання диплому працював в Лабораторії членистоногих Палеонтологічного інституту АН СРСР до 1995 року. У 1967 році захистив кандидатську дисертацію, а у 1983 році — докторську.
Визнаний одним з головних у XX столітті експертів з систематики і філогенетики твердокрилих. Пономаренко описав 19 родин і підродин, 123 триби і роди, а також декілька сотень вимерлих видів жуків. Також він є автором 15 монографій і близько 200 наукових статей.